# Сергий (Киндяков)
Сергий (в миру Святослав Сергеевич Киндяков; 24 октября 1933, деревня Дольцы под Белградом, Королевство Югославия — 10 апреля 2006, Монреаль, Канада) — деятель РПЦЗ(В) в сане архиепископа, до 2001 года — архимандрит Русской Зарубежной Церкви.

## Биография

### Детство и молодость
Родился в Югославии в семье дворян, эмигрировавших из России после революции.
Когда Святославу было около двух лет, семья перебралась в Белград. Во время Второй мировой войны его отец ушёл на фронт в составе Русского Охранного Корпуса, в составе которого находился до конца войны, которую встретил в госпитале с отмороженными ногами
После окончания 5-го класса средней школы, в 1945 году Святослав Киндяков приезжает в местечко Белая Церковь для поступления в Русский Кадетский Корпус. Однако стать кадетом Святослав не успел — ввиду наступления Красной Армии, Кадетский Корпус был эвакуирован и направлен в противовоздушный лагерь в Германию. В тот же лагерь вместе с остальными абитуриентами попал и Святослав, где его застал конец войны. Лагерь был распущен, и через некоторое время Святослав воссоединился со своей матерью и двумя сёстрами в деревне Грюнау (Grünau) Австрийской провинции Верхняя Австрия. Позднее, их там отыскал отец.
Из деревни отец отправил Святослава на учёбу в Зальцбургский лагерь Парш для перемещённых лиц, где в то время находился большой русский городок. Уровень образования в этом городке был настолько высок, что австрийское правительство принимало выпускников гимназии в университет без экзаменов.
В 1947 году после кончины отца, семья перебирается в тот же лагерь Парш, где учился Святослав. Ввиду невозможности для правительства Австрии принять всех беженцев, их стали рассылать по всему миру. В то время Аргентина принимала вдов военных, воевавших на стороне Германии, и Киндяковы отправились в Южную Америку, куда прибыли в 1948 году.
В Аргентине окончил гимназию и поступил в университет, где учился сначала на инженерном, а затем на философском факультете, однако вскоре оставил учёбу и пошёл работать. Работал на стройке и на фабрике. Потом ушёл работать в типографию газеты «Православное Слово», руководимой епископом Аргентинским Иоасафом (Скородумовым), где трудился под началом иеромонаха Корнилия. Позднее перешёл в типографию газеты «Наша страна» где участвовал в наборе, вёрстке, печати и доставке материалов.
В 1958 году вслед за старшей сестрой Светланой, Святослав с матерью и младшей сестрой Ольгой, переехал из Аргентины в канадский город Торонто.

### Церковное служение
В октябре 1958 года Святослав познакомился с приехавшим в Торонто правящим епископом Канадской епархии РПЦЗ Виталием (Устиновым). После разговора со Святославом, епископ Виталий пригласил его присоединиться к Братству преподобного Иова Почаевского. Так 20 октября 1958 года Святослав Киндяков оставил мать и сестёр и уехал вместе с епископом Виталием в Монреаль. По его собственному свидетельству, в тот день он ощущал себя на вершине счастья.
В 1960 году был пострижен в рясофор с именем Сергий в честь Преподобного Сергия Радонежского, а через год — в мантию. В 1962 году был рукоположён архиепископом Виталием в иеродиаконы.
Многие годы, исполняя монашеское послушание, нёс труды в типографии братства преподобного Иова Почаевского в Монреале. Проводя по шестнадцать часов в сутки за линотипом, он набрал церковные книги. Большинство из изданных в Монреале Братством Иова Почаевского книг было набрано Сергием (Киндяковым).
В 1965 году был возведён в архидиакона, а в 1968-м году рукоположён в иеромонаха, затем в игумена. Своё диаконское и священническое служение проходил на подворье, в Свято-Николаевском соборе, а также в течение шести лет в Буковинской Церкви Иоанна Сочавского. Около 40 лет служил на церковном приходе.
30 августа 1983 года решением Архиерейского Синода РПЦЗ был награждён саном архимандрита.
Выдвигался Архиерейским Собором РПЦЗ как возможный кандидат во епископа.
В 2000—2001 году категорически возражал против сближения с Московским Патриархатом, поддержал жёсткую позицию, выраженную в посланиях митрополита Виталия (Устинова).
29 октября 2001 года решением Архиерейского Собора РПЦЗ кандидатура во епископы архимандрита Сергия (наряду с кандидатурой архимандрита Варфоломея (Воробьёва)) была снята.

### ВРПЦЗ(В)

митрополит Виталий (Устинов) и рукоположенный Варанавой (Прокофьевым) Сергий (Киндяков) после хиротонии

3 ноября 2001 года в Спасо-Преображенском скиту города Мансонвилля в Канаде была совершена его хиротония во епископа Мансонвилльского. Согласно официальным источникам РПЦЗ(В), хиротонию совершили «Его Высокопреосвященство Высокопреосвященнейший Виталий, Митрополит Восточно-Американский и Нью-Йоркский, Архиепископ Монреальский и Канадский, Первоиерарх Русской Православной Церкви Заграницей и Епископ Каннский Варнава (Прокофьев), которому Митрополит Виталий „в случае непредвиденных обстоятельств“ завещал исполнять обязанности Заместителя Первоиерарха РПЦЗ». Епископ Александр Милеант позже утверждал, что «хиротония была совершена в присутствии стоящего рядом в мантии (и по старческой немощи немогущего служить) Митрополита Виталия (находящегося по собственной просьбе на покое)». Публицист Владимир Мосс писал, что Митрополит Виталий «присутствовал там без соответствующего облачения, одетый только в мантию (что видно на фотографиях с хиротонии: епископ Варнава и епископ Сергий стоят в полном архиерейском облачении, а митрополит Виталий в мантии), в то время как ни литургия, ни хиротония не могут осуществляться в мантии».
В тот же день указом за подписью митрополита Виталия «на всех богослужениях в Свято-Преображенском храме должно возноситься имя викария Канадской епархии Епископа Сергия (Киндякова) с титулом Мансонвилльского вслед за именем епархиального архиерея архиепископа Монреальского и Канадского, Митрополита Восточно-Американского и Нью-йоркского Виталия, Первоиерарха Русской Православной Зарубежной Церкви».
28 ноября 2003 года постановлением Архиерейского Собора РПЦЗ(В) назначен управляющим созданной тогда же Восточно-Канадской епархии с титулом Монреальский и Восточно-Канадский.
На Архиерейском Соборе РПЦЗ(В), состоявшемся с 18 ноября по 20 ноября 2004 года в Мансонвилле (провинция Квебек, Канада) был избран заместителем председателя Архиерейского Синода.
23 ноября 2005 года на Архиерейском Соборе РПЦЗ(В) возведён в сан архиепископа, однако потерял должность заместителя председателя Архиерейского Синода РПЦЗ(В), которую занял Антоний (Орлов). Вскоре после Собора, совершил своё первое иерейское рукоположение.
24 марта 2006 года отслужил утреню, и после трапезы удалился в келью. На следующее утро он подготовил службу для клироса, сделал ещё несколько дел и, почувствовав боль в голове, прилёг. Ему стало заметно хуже, и вызванная скорая помощь отвезла его в больницу, где он потерял сознание. Срочно была сделана операция по удалению гематомы из полости черепной коробки. В сознание он уже не приходил. По мнению врачей, надежды на выход 72-летнего Сергия из комы практически не было.
2 апреля пребывающего в коме Сергия (Киндякова) в монреальской больнице «Royal Victoria Hospital» посетил первоиерарх РПЦЗ Митрополит Лавр (Шкурла) в сопровождении епископа Гавриила (Чемодакова), протоиерея Георгия Лагодича и Юрия Милославского.
Скончался 10 апреля 2006 года в 00:12, в монреальский клинике «Royal Victoria Hospital». Смерть наступила после сильного кровоизлияния. Похоронен в Свято-Преображенского скиту в Мансонвилле.